# De Laudibus Hispaniae Libri VII
De Laudibus Hispaniae és un llibre d'història escrit per Lucio Marineo Sículo a l'any 1504. La segona edició es va publicar a l'any 1530, sota el títolː De Rebus Hispaniae Memorabilibus Libri XXV, ambdues publicades per la impremta Miguel de Eguía d'Alcalà d'Henares. Aquell mateix any l'obra fou traduïda al castellà i publicada, també per Miguel de Eguía, sota el títol De les coses memorables d'Espanya.